# Лемгов
Лемгов (нім. Lemgow) — громада в Німеччині, розташована в землі Нижня Саксонія. Входить до складу району Люхов-Данненберг. Складова частина об'єднання громад Люхов.
Площа — 64,34 км2. Населення становить 1396 ос. (станом на 31 грудня 2021).